# Escola Tres Pins
L'Escola Tres Pins és una escola d'educació infantil i primària de Barcelona que s'ocupa de la formació conjunta d'alumnes sords i oïdors amb modalitat bilingüe.
L'Escola Municipal Tres Pins és l'únic centre d'educació infantil i primària de Barcelona i també de Catalunya que forma conjuntament a alumnes sords i oïdors amb modalitat bilingüe. Aquest centre, situat a Montjuïc, i integrat en el Consorci d'Educació de Barcelona, impulsa des de 1984 un model d'aprenentatge bilingüe de la llengua de signes catalana (LSC) i la llengua oral escrita i parlada.
L'Escola Municipal Tres Pins es va fundar oficialment el 1990, després del desdoblament del Centre Municipal Fonoaudiològic, hereu al seu torn de l'antiga Escola Municipal de Sords-Muts. L'Escola Tres Pins és la continuadora directa, tot i les interrupcions històriques, de la primera escola per a persones sordes a Barcelona (1800), que va tenir com a primera seu el Saló de Cent de l'Ajuntament de Barcelona.
Al centre s'ofereixen els mitjans necessaris perquè l'alumne sord es desenvolupi a nivell personal, emocional, intel·lectual, lingüístic i social. Un 10% dels alumnes del centre són sords, i per això a la majoria de les classes és habitual veure dos professionals: la mestra, que es dirigeix als oïdors, i una logopeda del CREDAC Pere Barnils, que, interpreta l'explicació de la mestra i les intervencions dels companys, i posa veu als nens sords. A banda de les classes ordinàries, els alumnes sords fan classes específiques tant en petits grups com també de manera individualitzada. La intervenció educativa cap a l'alumnat sord es fa en modalitat bilingüe: llengua de signes catalana (LSC) i llengua oral escrita i parlada. Durant les classes, la presència d’un logopeda garanteix la presència de la LSC i facilita la comunicació i l'aprenentatge dels alumnes sords. A més, per tal d'afavorir la comunicació entre iguals, els alumnes oïdors també treballen la LSC.
L'any 2015 rep Premi LSC de Foment de la Llengua de Signes Catalana en la categoria d'entitat que ha destacat en el foment de la LSC. Amb aquest premi la Generalitat vol reconèixer la feina que es fa al centre amb l'objectiu d'establir un model d’integració dels infants sords en l'escola ordinària.